# Isaak Tyrnau
Isaak Tyrnau (eigentlich Isak Eisig bzw. Nagyszombati Izsák; * 14. Jahrhundert in Wien; † vor 1421) war ein österreichischer Rabbiner und Ritualist. Er ist vor allem als Verfasser eines Buches über jüdische Bräuche (Sefer ha-Minhagim) bekannt geworden.

## Leben
Über sein Leben ist wenig bekannt. Nachdem lange Zeit angenommen wurde, dass sein Name von der damals ungarischen, heute slowakischen Stadt Trnava abgeleitet ist, neigt man heute eher zur Ansicht, dass es sich um den Ort Tyrnau in der Steiermark handelt. Er wurde in Wien geboren, wo sein wichtigster Lehrer Abraham Klausner war. Von Wien aus zog er offenbar ins steirische Tyrnau und ist von dort aus möglicherweise nach Pressburg weitergereist, um dort als Rabbiner zu amtieren, wenn auch einige Fachleute bezweifeln, dass er sich jemals in Pressburg aufgehalten hat. Des Weiteren ist bekannt, dass er sich im Jahre 1420 mit Jakob Moelin über einen Scheidungsfall beraten hat.

## Werk
Die Bedeutung Tyrnaus beruht auf seinem Sefer ha-Minhagim. Wie sein Lehrer Klausner, der ein gleichnamiges Buch verfasste, legte er für das ganze Jahr Gebräuche und Verhaltensregeln fest, die in der Folge in den meisten jüdischen Gemeinden im Herzogtum Österreich, im Königreich Ungarn und in der Steiermark befolgt wurden. Wie Tyrnau im Vorwort des Buches angibt, beabsichtigte er mit dessen Herausgabe, die Bräuche zu vereinheitlichen. Der Schwarze Tod um 1348 hatte die deutschen jüdischen Gemeinden fast gänzlich vernichtet. Die Anzahl Gelehrter hatte sich so sehr vermindert, dass es an einigen Orten „nur noch zwei oder drei Personen gab, die ein echtes Wissen über örtliche Bräuche besaßen“. Das Buch war unter deutschen und polnischen Juden sehr beliebt. Es wurde erstmals 1566 in Venedig auf Hebräisch gedruckt und später oftmals als Anhang zum Gebetbuch nachgedruckt. Eine deutsche Übersetzung, die ebenfalls in zahlreichen Nachdrucken erschien, wurde 1590 in Mantua von Simon Günzburg herausgegeben.

## Nachleben
Isaak Tyrnau ist der Protagonist der Novelle Eẓba' Elohim eines anonymen Autors, die 1857 von Gabriel Polak und Israel Böhmer in Königsberg herausgegeben wurde. In dieser wird er von einem ungarischen Erbprinzen aufgesucht, den die Weisheit des Rabbiners und jüdische Werte so beeindrucken, dass er auf sein Erbe verzichtet, zum Judentum konvertiert und die Tochter Rabbiner Isaaks heiratet. 1871 erschien die Novelle in deutscher Übersetzung unter dem Namen Der Erbprinz von Tyrnau als Feuilletonroman in der deutsch-jüdischen Wochenzeitung Die jüdische Presse (2. Jahrgang, Ausgaben 1–16). Als Autorin wurde Karoline Deutsch angegeben (im Inhaltsverzeichnis wurde die Schreibweise Caroline Deutsch angegeben).